# بارثينون
البارثينون أو الخِدر (باللغة الإغريقية: Παρθενών) هو معبد إغريقي في مدينة أثينا، بُني على جبل الأكروبوليس، ويُعتبر من أفضل نماذج العمارة الإغريقية القديمة. بنى الإغريق البارثينون في الفترة مابين 447 و432ق.م. وقد صممه المهندسان الإغريقيان إكتينوس وكاليكراتيس، وأشرف على أعمال النحت النحات الإغريقي فيدياس. وفي حوالي عام 500م تحول المعبد إلى كنيسة مسيحية. وبعد غزو القوات الإسلامية المدينة في منتصف القرن الخامس عشر الميلادي أضحى المعبد مسجدًا. وفي عام 1687م أصيب البارثينون بأضرار جسيمة عندما حاول البندقيون (سكان البندقية) الاستيلاء على أثينا. فقد كان الأتراك يستخدمون المبنى مخزنًا للبارود في ذلك العهد، وأدى انفجار بارودي إلى هدم الجزء الأوسط من المبنى. ونُقلت معظم بقايا المنحوتات إلى متحف الأكروبوليس في أثينا والمتحف البريطاني في لندن، ولم يبق من المباني غير أطلال.

## أصل الكلمة
أصل اسم البارثينون هو من الكلمة اليونانية παρθενών ( البارثينون )، التي تشير إلى «غرفة للمرأة غير المتزوجة» في منزل وفي حالة البارثينون يبدو أنها كانت تستخدم في البداية فقط لغرفة معينة من المعبد; تم مناقشته تلك الغرفة التي ذكرت وكيف حصلت تلك الغرفة على اسمها. ويدل سكوت جونز  معجم اللغة الإنجليزي-اليوناني  تنص على أن هذه الغرفة كانت غرب غرفة داخلية من معبد البارثينون.

## بناء المعبد
بنى المعبد من رخام جبل بنتليكوس الغنى بعنصر الحديد، وقد بلغ طول البارثينون 228 قدما، وعرضه 101 قدم وارتفاعه 65 مترا أبعاد قاعدته 69.5 × 30.9 متر، وقطر أعمدته الدورية 1.9 متر، وطولها 10.4 متر، وعلى واجهة البناء ثمانية اعمدة، وثمانية في مؤخرته وعلى كل جانب من الجانبين كان عدد الأعمدة 17 عمود.
و قد ظهرت في هذا المعبد عدة مبتكرات معمارية جديدة على العمارة اليونانية منها:
1. – يصل القطر العلوي للعمود ¾ قطره عند أسفل البدن لتفادى ظهور العمود نحيفاََ.
2. – كانت أعمدة الأركان أكثر سمكاََ من باقى الأعمدة لتفادي خداع النظر.
3. – تقل المسافة الفاصلة بين عمود الركن والعمود التالى له من كل جانب حوالي 24 بوصة عن غيرها من المسافات وذلك لإيجاد تناسب بين أعمدة الزوايا وباقى الأعمدة.
4. – مراعاة ان تميل الأعمدة للداخل ميلاََ بسيطاََ عن معدل إقامتها رأسية لإحداث نوع من التعادل مع ميل الخطوط الرأسية.
5. – مساحة البلاطة الملساء Metope الوسطى في الإفريز أكبر حجماََ من غيرها تجنباََ لخداع النظر.
6. – يميل الجمالون للداخل بحوالي 13.5 درجة وهي درجة ميل لا تسمح بان تلقى الكرانيش بظلها على المنحوتات الموجودة داخل الجمالون.[8]

شيد البارثينون كليًا من الرخام البنتيلي، وهو رخام أبيض استمد من هضبة بنتليكس على بعد 18كم من أثينا. وشكل المعبد مستطيل، ويبلغ طوله 72 م وعرضه 34م وارتفاعه 18م.
يشتمل البارثينون على مساحة مركزية مغلقة تسمى السلا، أي المقدس، قسمت إلى غرفتين ضمت إحداهما فيما مضى تمثالاً ضخمًا لأثينا من الذهب والعاج بينما استخدمت الأخرى مستودعًا للتخزين.
ويحاط السلا بستة وأربعين عمودًا من الطراز الدوري من الجهات الأربعة، وقد زين البارثينون بالمنحوتات اللامعة، التي كانت تملأ القوصرتين (نهايتي السقف المثلثتين)، حيث زُينت القوصرة الشرقية بمناظر توضح ميلاد أثينا، بينما عرضت القوصرة الغربية مناظر للحرب الأسطورية بين أثينا وإله البحر بوسيدون من أجل السيطرة على أثينا.
واصطفت حول قمة الجدار الخارجي، فوق الأعمدة، سلسلة من اللافتات المنحوتة سميت الميتوبات، رسمت عليها مناظر للمعارك الأسطورية الشهيرة بين اللابثيين والقناطير، وبين الآلهة وسلالة من العمالقة، وبين الإغريق والأمازونيات. وأوضحت هذه اللافتات أيضًا مناظر من حرب طروادة. وعلى امتداد الجدار الخارجي للسلا وضع إفريز أفقي، اشتمل على مشاهد لسكان أثينا، بما في ذلك المسؤولين والكهنة والوصيفات والفرسان على ظهور الخيل، في الموكب السنوي احتفالاً بميلاد الإلاهة أثينا.

## المنعطفات التاريخية للمعبد
- بنى في الفترة ما بين 447 و432 ق.م.
- وقد صممه المهندسان الإغريقيان إكتينوس وكاليكراتيس، قد بنى على الطراز الدورى، وأشرف على أعمال النحت النحات الإغريقي فيدياس.
- وفي حوالي عام 500 م تحول المعبد إلى كنيسة مسيحية.و أطلق على البارثينون (PARTHENON MARIA) أي مارى العذراء وكان المعبد بمثابة كاتدرائية المدينة في القرن الحادي عشر الميلادي، ثم أصبح الاكروبول الاثينى بأكمله قلعة في القرون الوسطى.
- وبعد استيلاء القوات العثمانية على المدينة في منتصف القرن الخامس عشر الميلادي حول إلى مسجد
- عام 1687 م أصيب البارثينون بأضرار جسيمة عندما حاول الفينيسيون (سكان البندقية) الاستيلاء على أثينا فقد كان الأتراك يستخدمون المبنى مخزنًا للبارود في ذلك العهد، وأدى انفجار بارودي إلى هدم الجزء الأوسط من المبنى
- ونقلت معظم بقايا المنحوتات إلى متحف الأكروبولس في أثينا والمتحف البريطاني في لندن حيث تعرض في المتحف البريطاني.
- بعد ذلك تحررت اليونان وأصبحت آثار الاكروبوليس جميعا تحت رعاية يونانية، وتحقيقات محدودة وقعت في 1835 و 1837 في حين أنه في 1885-1890 قام P. Kavvadias باستكشاف الموقع، وفي القرن العشرين قام Balanos بعمل مشروع ترميم على نطاق واسع للحفاظ على آثار الاكروبول.